# Villa Unión (Santiago del Estero)
Villa Unión est une ville de la province de Santiago del Estero, en Argentine, et le chef-lieu du département de Mitre.
La ville tient son nom du fait qu'elle se trouve sur un carrefour, à la réunion des chemins.